# Hamlet Gonachvili
 (août 2022).
Si vous disposez d'ouvrages ou d'articles de référence ou si vous connaissez des sites web de qualité traitant du thème abordé ici, merci de compléter l'article en donnant les références utiles à sa vérifiabilité et en les liant à la section « Notes et références ».
Hamlet Gonachvili
Hamlet Gonachvili (géorgien : ჰამლეტ გონაშვილი, russe : Гамлет Дмитриевич Гонашвили, Gamlet Dmitrievitch Gonachvili) (20 juin 1928 - 25 juillet 1985), parfois appelé « la voix de la Géorgie »[réf. nécessaire], était un chanteur géorgien (ténor), professeur et interprète influent de musique traditionnelle géorgienne.

## Biographie
Né dans l'est de la Géorgie, Gonachvili est considéré comme le meilleur interprète de chants régionaux de Kartli et Kakhétie[source secondaire nécessaire]. Il reçut de nombreux honneurs et prix nationaux[évasif][Lesquels ?]. La Troisième Symphonie du compositeur géorgien Giya Kancheli s'est inspirée du chant de Gonachvili, et celui-ci fut même le soliste du premier enregistrement de l'œuvre (Olympia Records, 1979). Il meurt en 1985, au faîte de sa gloire, des suites d'une chute d'un pommier. Hamlet (JARO, 1985) est un recueil de ses chansons les plus remarquables.